# El Marquet de les Roques
El Marquet de les Roques és un casal modernista del municipi de Sant Llorenç Savall (Vallès Occidental) protegit com a bé cultural d'interès local. Està situat al Parc Natural de Sant Llorenç del Munt i l'Obac.

## Descripció

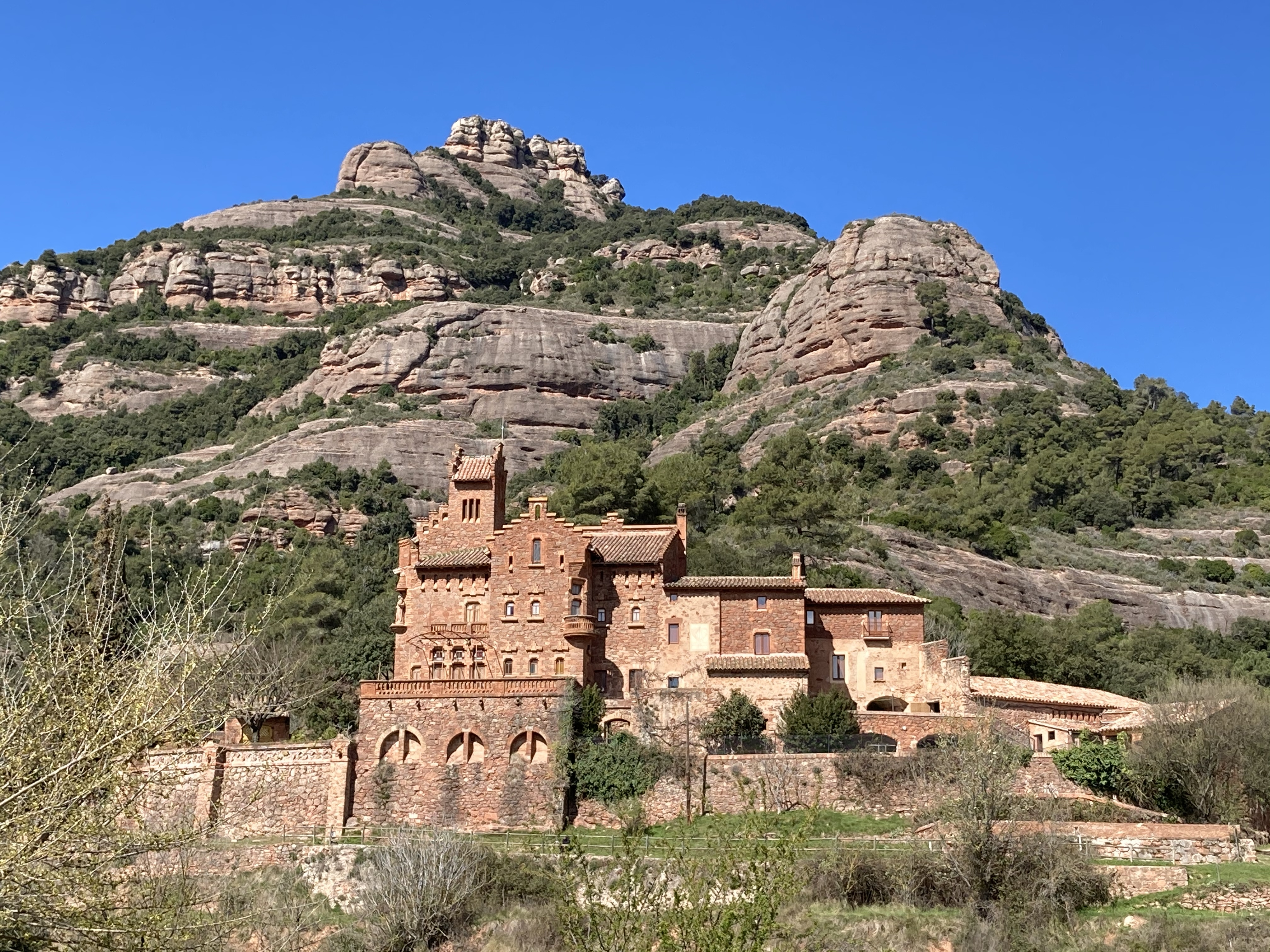
El Marquet de les Roques i, al fons, la cara sud-est de la carena dels Emprius

Masia de caràcter senyorial. Presenta un nucli arquitectònic format per diferents cossos juxtaposats. Encara es conserva l'antiga masoveria adossada a l'edifici principal; altres cossos que formen el conjunt són les corts i la capella. Els materials emprats són pedra aglomerada del país i maó vist. Hi ha un treball molt acurat del maó en els angles i en les solucions de coronació de l'edifici.

## Història
La Masia del Marquet de les Roques es troba ja documentada a l'època medieval. Va ésser restaurada l'any 1895 per l'avi del poeta Joan Oliver "Pere Quart". L'arquitecte fou Juli Batllevell i Arús. Documentalment la masia -amb masoveria que data de l'any 1200- és una de les cases de camp més privilegiades perquè l'aigua és abundosa, la mateixa de la Font del Llor. L'any 1895 fou totalment restaurada, donant-li a la vegada, l'aspecte de masia i de casa-castell senyorial. Des d'aquesta raconada adossada a la baldana llevantina de la muntanya de Sant Llorenç del Munt comença la conca més important del terme: "La Vall d'Horta"

## Particularitats
Situat al fons de la Vall d'Horta, aquest edifici de característiques historicistes fou construït per l'arquitecte Juli Batllevell i Arús (deixeble de Domènech i Muntaner) a partir del 1895, sobre les restes de l'antic Mas Marquet del segle xiii. L'edifici, actualment propietat de la Diputació de Barcelona, acull un Punt d'Informació del Parc Natural i espais habilitats per activitats formatives i recreatives.
En altres temps casa pairal i residència d'estiueig del poeta Joan Oliver, on aquest organitzava tertúlies literàries, s'hi exhibeix de forma permanent l'exposició que hi fa referència La Colla de Sabadell: entre el noucentisme i l'avantguarda.
| «                             | Mai no oblidaré les nits d'agost al Marquet de les Roques, al fons de la vall d'Horta, sota el Montcau. El Marquet és un castell construït amb la pedra vermellosa del país, combinat amb el maó vist. Al Marquet he passat les temporades més felices de la meva vida. Les nits sobre tot prenien una serenitat i una transparència gairebé màgiques | » |
| — Joan Oliver, Temps, records | |   |

Els caps de setmana al matí s'hi fan visites guiades, i els dissabtes de juliol al vespre s'hi realitza el "Cicle d'Estiu", en el que es pot gaudir d'actuacions musicals i literàries al pati principal de la casa.